# 作家故居历史之路
作家故居历史之路（法语：Route historique des maisons d'écrivains）是法国的一条旅游线路，覆盖法兰西岛大区和诺曼底的一部分（不包括首都巴黎本身），在塞纳河下游，即巴黎的下游，游客可以参观13位作家的故居，位于12个地方（包括阿拉贡、特奧萊夫妇）。

## 历史
从东南到西北，可以参观：
- 马拉美故居，塞纳-马恩省塞纳河畔瓦莱纳（Vulaines-sur-Seine）马拉美滨河路4号
- 愛爾莎·特奧萊和路易·阿拉贡夫妇故居，伊夫林省圣阿尔努－昂伊夫林（Saint-Arnoult-en-Yvelines）
- 伊万·谢尔盖耶维奇·屠格涅夫小屋，今伊万·屠格涅夫博物馆，伊夫林省布吉瓦尔（Bougival）屠格涅夫街16号
- 大仲马的基督山城堡，伊夫林省马尔利港（Port-Marly）肯尼迪大道1号
- 让-雅克·卢梭博物馆，瓦兹河谷省蒙莫朗西让-雅克·卢梭街5号
- 左拉故居，所谓的德雷福斯博物馆，伊夫林省梅当
- 莫里斯·梅特林克的梅塘城堡，伊夫林省梅当
- 儒勒·米什莱的瓦斯科厄伊城堡，厄尔省瓦斯科厄伊
- 皮埃尔·高乃依博物馆，滨海塞纳省小库罗讷（Petit-Couronne）皮埃尔·高乃依街502号
- 福楼拜故居，滨海塞纳省康特勒克罗瓦塞特（Croisset）村，古斯塔夫·福楼拜滨河路18号
- 维克多·雨果博物馆，滨海塞纳省维利奎尔（Villequier）维克多·雨果滨河路
- 莫里斯·勒布朗故居, 滨海塞纳省埃特勒塔，莫泊桑街15号